# Malej
Malej  je priimek več znanih Slovencev:
- Alenka Malej (-Vale) (*1948), morska biologinja
- Anton Malej (1908—1930), telovadec
- Gašper Malej (*1975), pesnik, prevajalec, dramaturg, urednik
- Sonja Malej-Kveder (1931—2020), tekstilna tehnologinja
- Tomaž Malej, violist